# Бойд, Дэвид
Дэвид Р. Бойд, A.S.C. (англ. David R. Boyd) — американский кинооператор и режиссёр, наиболее известный своей работой над телесериалом канала FOX «Светлячок» и телесериалом канала AMC «Ходячие мертвецы». Он также работал оператором первых трёх эпизодов сериала канала HBO «Дедвуд». На телесериале NBC «Friday Night Lights» он работал оператором-постановщиком с 18 по 22 эпизодах в первом сезоне и стал режиссёром ещё двух.

## «Ходячие мертвецы» (режиссёр)
- 2.06 Секреты / Secrets
- 3.13 Стрела на дверном косяке / Arrow on the Doorpost
- 4.05 Интернирование / Internment
- 5.02 Незнакомцы / Strangers
- 5.13 Забыть / Forget
- 6.07 Берегись! / Heads Up
- 7.04 Служба / Service
- 8.10 Потерянные и грабители / The Lost and the Plunderers